# 기니만

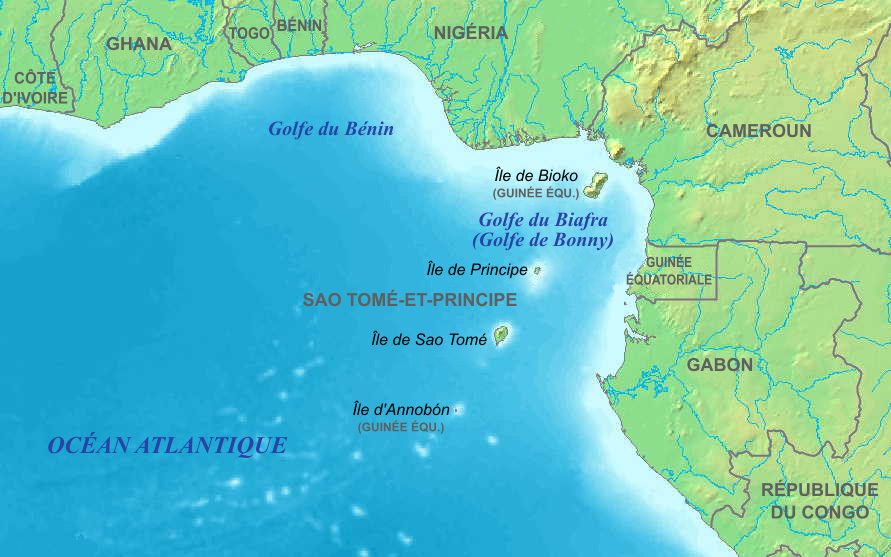
기니만 부근의 지도

기니만(프랑스어: Golfe de Guinée)은 아프리카 남서쪽 가봉의 로페즈곶(Cape Lopez)부터 북쪽과 서쪽 라이베리아 팔마스곶(Cape Palmas) 사이의 열대 대서양 북동부 끝부분이다. 경도와 위도가 모두 0도여서 지구의 중심이라고 일컬어지며 역사적으로 만의 북쪽을 상부 기니로 부른다. 만의 동쪽인 남아프리카의 서쪽 해안을 역사적으로 하부 기니로 부른다. 오늘날 기니라는 이름은 기니, 기니비사우, 적도 기니의 세 나라에 쓰이고 있다.
기니만으로 흘러드는 강으로는 나이저강, 볼타강, 콩고강이 있다. 만의 해안선을 따라 나 있는 베냉만과 비아프라만도 기니만에 포함된다. 기니만 연안은 난류인 기니해류가 흘러 수온이 낮은 벵겔라 해류와 교류하여 이 지방에 영향을 끼친다.